# Chlormethine
Chlormethine (INN, BAN), còn được gọi là mechlorethamine (USAN, USP), mustine, HN2, và (ở các quốc gia hậu Xô Viết) embikhin (эмбихин), là một loại mù tạt nitơ được bán dưới tên Mustargen. Nó là nguyên mẫu của các tác nhân kiềm hóa, một nhóm thuốc hóa trị liệu chống ung thư. Nó hoạt động bằng cách liên kết với DNA, liên kết chéo hai chuỗi và ngăn chặn sự nhân đôi của tế bào. Nó liên kết với nitơ N7 trên guanine cơ sở DNA. Vì hóa chất là một chất gây phồng rộp, việc sử dụng nó bị hạn chế mạnh mẽ trong Công ước Vũ khí Hóa học, nơi nó được phân loại là chất 1.
Mechlorethamine thuộc nhóm các tác nhân alkyl hóa mù tạt nitơ.

## Công dụng
Nó đã được dẫn xuất vào estrogen tương tự estramustine phosphate, được sử dụng để điều trị ung thư tuyến tiền liệt. Nó cũng có thể được sử dụng trong chiến tranh hóa học, nơi nó có tên mã HN2. Hóa chất này là một dạng khí mù tạt nitơ và một chất gây bệnh mạnh. Về mặt lịch sử, một số sử dụng của mechlorethamine đã bao gồm khối u ác tính lymphoid như bệnh Hodgkin, lymphosarcoma, bệnh bạch cầu tủy mạn tính, đa hồng cầu vera, và ung thư biểu mô bronchogenic  Mechlorethamine thường được tiêm tĩnh mạch, nhưng khi phức tạp thành một công thức bôi nó cũng có thể Dùng để trị bệnh ngoài da. Đã có những nghiên cứu chứng minh rằng việc sử dụng mechlorethamine tại chỗ có hiệu quả trong bệnh u lympho tế bào T loại nấm mycosis loại nấm.
Một công dụng quan trọng khác của chlormethine là trong quá trình tổng hợp pethidine (meperidine).

## Tác dụng phụ và độc tính
Mechlorethamine là một loại thuốc có độc tính cao, đặc biệt đối với phụ nữ đang mang thai, cho con bú hoặc trong độ tuổi sinh đẻ. Ở mức đủ cao, tiếp xúc có thể gây tử vong.
Các tác dụng phụ của mechlorethamine phụ thuộc vào công thức. Khi được sử dụng trong chiến tranh hóa học, nó có thể gây ức chế miễn dịch và tổn thương màng nhầy của mắt, da và đường hô hấp. Niêm mạc và da ẩm hoặc bị tổn thương bị ảnh hưởng nhiều hơn khi tiếp xúc với HN-2. Mặc dù các triệu chứng phơi nhiễm thường bị trì hoãn, nhưng thiệt hại DNA mà nó gây ra xảy ra rất nhanh. Phơi nhiễm nghiêm trọng hơn gây ra các triệu chứng phát triển sớm hơn. Các triệu chứng về mắt phát triển đầu tiên, trong 1-2 giờ đầu tiên (phơi nhiễm nặng) hoặc 3-12 giờ (phơi nhiễm từ nhẹ đến trung bình) sau đó là đường thở (2-6 / 12-24 giờ) và các triệu chứng về da (6 phút48 giờ). Thời tiết nóng ẩm làm rút ngắn thời gian tiềm ẩn (không có triệu chứng).
Các triệu chứng phơi nhiễm độc với HN-2 thay đổi dựa trên lộ trình phơi nhiễm. Tiếp xúc với mắt gây ra chảy nước mắt (sản xuất nước mắt), nóng rát, kích thích, ngứa, cảm giác khó chịu hoặc khô, co thắt mi mắt (co thắt mí mắt) và miosis (đồng tử xác định). Các trường hợp nghiêm trọng hơn gây ra phù (sưng do tích tụ chất lỏng) ở mí mắt, chứng sợ ánh sáng (cực kỳ nhạy cảm với ánh sáng), đau dữ dội, loét giác mạc và mù lòa.
Hít phải chlormethine làm tổn hại tuần tự đường hô hấp trên và dưới, với mức phơi nhiễm nghiêm trọng hơn gây ra thiệt hại nhanh hơn làm ảnh hưởng đến các phần dưới của đường hô hấp. Các triệu chứng ban đầu bao gồm chảy nước mũi (chảy nước mũi), chảy máu cam (chảy máu mũi), giọng nói không trọng lực, hắt hơi, ho sủa và khó thở (ở người hút thuốc và hen suyễn). Các triệu chứng sau đó bao gồm đau ở mũi / xoang và viêm đường thở. Trong trường hợp nghiêm trọng, có thể có hoại tử biểu mô trong toàn bộ đường hô hấp, gây ra sự hình thành giả mạc, có thể gây tắc nghẽn đường thở. Viêm phổi có thể phát triển và chứng minh tử vong.
Tiếp xúc với da chủ yếu gây ban đỏ (đỏ) và mụn nước (phồng rộp) lúc đầu, nhưng sự hấp thụ qua da gây ra độc tính toàn thân. Trong trường hợp hơn 25% da bị ảnh hưởng, có thể xảy ra phơi nhiễm gây tử vong.
Mặc dù ăn vào là không phổ biến, nhưng nếu nuốt phải mechlorethamine, nó sẽ gây bỏng hóa chất nghiêm trọng cho đường tiêu hóa và kèm theo buồn nôn, nôn, tiêu chảy, đau bụng và xuất huyết.
Ảnh hưởng lâu dài của việc tiếp xúc với chlormethine cấp tính hoặc mãn tính là do tổn thương hệ thống miễn dịch. Số lượng bạch cầu giảm, làm tăng nguy cơ nhiễm trùng, và số lượng hồng cầu và tiểu cầu cũng có thể giảm do tổn thương tủy xương. Nhiễm trùng mắt mãn tính có thể do tiếp xúc, nhưng mù là tạm thời. Ảnh hưởng lâu dài đến hệ hô hấp bao gồm anosmia (không có khả năng ngửi), ageusia (không có khả năng vị giác), viêm, nhiễm trùng mãn tính, xơ hóa và ung thư. Da đã bị tổn thương bởi HN2 có thể thay đổi sắc tố hoặc bị sẹo, và cuối cùng có thể bị ung thư.

## Lịch sử
Tác dụng của các chất gây mụn nước (vỉ) dưới dạng khí mù tạt (lưu huỳnh mù tạt, Bis (2-chloroethyl) sulfide) đối với tủy xương và bạch cầu đã được biết đến từ Thế chiến thứ nhất. Năm 1935, một số dòng nghiên cứu hóa học và sinh học đã mang lại kết quả sẽ được khám phá sau khi bắt đầu Thế chiến thứ hai. Hành động gây hại của một họ hóa chất liên quan đến mù tạc lưu huỳnh, nhưng với nitơ thay thế cho lưu huỳnh đã được phát hiện, "cánh quạt nitơ" đã ra đời. Chlormethine nitơ mù tạt đặc biệt (mechlorethamine) lần đầu tiên được tổng hợp. Và hành động của mù tạt lưu huỳnh trên khối u ở động vật thí nghiệm đã được điều tra lần đầu tiên.
Sau khi Hoa Kỳ tham gia Chiến tranh thế giới thứ hai, các cánh đồng nitơ là tác nhân chiến tranh hóa học ứng cử viên và nghiên cứu về chúng được khởi xướng bởi Văn phòng Nghiên cứu và Phát triển Khoa học (OSRD). OSRD cho phép các hợp đồng nghiên cứu chúng đến hai trường đại học Trường đại học Yale và Đại học Chicago. Lấy cảm hứng từ nghiên cứu sơ bộ năm 1935, cả hai nhóm độc lập nghĩ rằng sẽ kiểm tra xem có độc tính khác biệt có ích về mặt y tế giữa động vật và khối u động vật hay không. Các dược sĩ Yale Louis Goodman và Alfred Gilman là những người đầu tiên tiến hành thử nghiệm lâm sàng, vào ngày 27 tháng 8 năm 1942, sử dụng chất HN3 (tris (2-chloroethyl) amin) trên một bệnh nhân được gọi là JD 
Năm sau, nhóm Chicago, do Leon O. Jacobson dẫn đầu, đã tiến hành thử nghiệm với HN2 (chlormethine), là tác nhân duy nhất trong nhóm này được sử dụng lâm sàng cuối cùng. Bí mật thời chiến đã ngăn không cho bất kỳ công trình đột phá nào về hóa trị liệu được công bố, nhưng các bài báo đã được công bố khi bí mật thời chiến kết thúc vào năm 1946.
Các thử nghiệm lâm sàng tiếp theo sau chiến tranh, do Cornelius P. Rhoads dẫn đầu tại Đài tưởng niệm Sloan-Kettering, đã giúp thiết lập công dụng y tế của thuốc điều trị bệnh Hodgkin và một số bệnh u lympho và bệnh bạch cầu khác.

## Hóa học
Chlormethine dễ cháy và trong điều kiện khắc nghiệt trở thành chất nổ. Nó có thể phản ứng với kim loại để tạo thành khí hydro.